# 傅麗達
傅麗達是由美國漫畫家查爾斯·舒茲在作品《花生漫畫》裡創作的一名女性角色。

## 作品描述
漫畫中傅麗達是個捲髮、鼻子略尖的女孩，她自豪著她天生的自然捲；並且以好的健談者自居。
與《花生漫畫》裡范蕾特、或露西等其她女性角色不同；傅麗達不會有刻意去嘲弄查理·布朗的行為，但傅麗達一直希望查理·布朗所養的狗史努比在獵兔季節時；能暫時充當她的小獵犬替她捉幾隻兔子。
之後因史努比長期對傅麗達要牠當她的獵犬一事不合作；讓傅麗達飼養了一頭名叫法羅恩（Faron）的公貓想對史努比較勁。漫畫裡法羅恩為一副慵懶、像是沒有骨頭般垂著身子需要讓傅麗達雙手抱著牠的模樣，而法羅恩登場數次後便不在《花生漫畫》中出現，舒茲對此則表示他雖然認為自己的畫風雖不適合用畫貓上，但在漫畫裡穿插一頭貓角色可暫時把史努比從沉溺於腦海裡的幻想世界給拉回現實，讓牠注意到自己是頭狗的情況。
在舒茲注意到會對「傅麗達向別人自豪她的捲髮」、「傅麗達要史努比幫她抓兔子」等橋段感興趣的讀者不多後，隨後便逐漸減少傅麗達的戲份，之後將她作為偶爾串場的背景角色。

## 角色來源
傅麗達的角色來自一位名叫傅麗達·里奇（Frieda Rich）的舒茲友人，她是舒茲的家鄉明尼蘇達州裡一位美術教職人員。而傅麗達·里奇表示著舒茲與她的一些對談經驗也成為漫畫裡的點子，如有次舒茲與她談論到普遍主義者（Universalist）和公理會主義者（Congregationalists）話題時；她開玩笑稱自己是健談主義者（Conversationalist）一事則用在傅麗達行為上。 
另傅麗達養的貓法羅恩名字則來自於法羅恩·楊（Faron Young），他是舒茲所欣賞的一位鄉村音樂歌手。